# Enfield-Allday

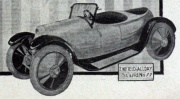
Enfield-Allday 10 HP von 1919

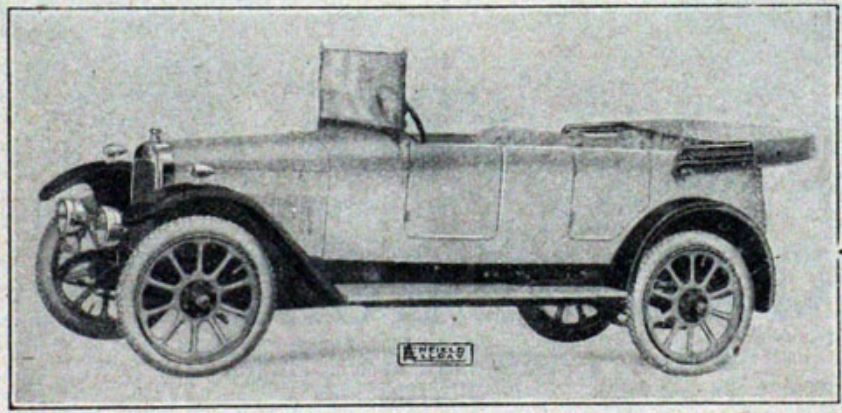
Enfield-Allday 10/20 hp von 1922

Enfield-Allday (1923), vorher Enfield-Allday Motors, war ein britischer Hersteller von Automobilen.

## Unternehmensgeschichte
Alldays & Onions war ein Konzern in Birmingham. Er stellte vor und während des Ersten Weltkriegs Fahrzeuge der Marke Alldays sowie mit dem zugekauften Unternehmen Enfield Autocar Fahrzeuge der Marke Enfield her. Im November 1918 wurde Enfield-Allday Motors für den Automobilbau gegründet. Der Sitz war ebenfalls in Birmingham. 1919 begann die Produktion von Automobilen. Der Markenname lautete Enfield-Allday.
Im April 1923 kam es zur Liquidation und Reorganisation als Enfield-Allday (1923). Bis dahin waren etwa 100 Fahrzeuge verkauft worden. Die Produktion endete je nach Quelle 1924 oder 1925. Die Enfield Cycle Company kaufte nach der endgültigen Liquidation die Namensrechte am Markennamen Enfield.

## Produkte

### Personenkraftwagen
1919 erschien der Enfield-Allday 10 HP. Das ungewöhnliche Fahrzeug wurde von einem luftgekühlten Fünfzylinder-Sternmotor mit Schiebersteuerung angetrieben, der einen Hubraum von 1,5 Liter hatte. Der Verkauf lief allerdings schleppend.
Im Folgejahr wurde dieser Wagen von einem weitaus konventionelleren Fahrzeug, dem Enfield-Allday 10/20 hp ersetzt, dessen wassergekühlter Vierzylinder-Reihenmotor ebenfalls einen Hubraum von 1,5 Liter hatte und 28 bhp (21 kW) bei 3000 min−1 entwickelte. Der Radstand des Wagens betrug 2743 mm.
1923 wurde ihm der größere Enfield-Allday 12/30 hp zur Seite gestellt, der einen größeren Vierzylindermotor mit 1,75 Liter Hubraum hatte. Sein Radstand betrug 2896 mm. Er wurde bis 1924 angeboten.
| Modell   | Bauzeitraum | Zylinder | Hubraum (cm³) | Radstand (mm) |
| -------- | ----------- | -------- | ------------- | ------------- |
| 10 HP    | 1919        | 5 Stern  | 1453          |               |
| 10/20 hp | 1920–1926   | 4 Reihe  | 1488          | 2743          |
| 12/30 hp | 1923–1924   | 4 Reihe  | 1757          | 2896          |

Quelle:

### Lastkraftwagen
Im Angebot stand nur ein Lastkraftwagen. Er hatte einen Vierzylindermotor mit 4,4 Liter Hubraum und 25 PS. Die Motorleistung wurde über ein Dreiganggetriebe und eine Kette an die Hinterachse übertragen. Die Nutzlast betrug 2 Tonnen. Die Bauzeit war von 1920 bis 1923. Der Absatz blieb gering.